# James Armistead Lafayette
James Armistead Lafayette (10 de diciembre de 1748-9 de agosto de 1830) fue un esclavo afroamericano que sirvió en el  Ejército Continental durante la Guerra de Independencia de los Estados Unidos bajo el Marqués de La Fayette. Como agente doble, fue responsable de informar sobre las actividades de Benedict Arnold – después de haber desertado al lado británico– y de Lord  Cornwallis durante el periodo previo a la Batalla de Yorktown. Proporcionó información falsa a los británicos al revelar cuentas muy precisas y detalladas sobre los norteamericanos.

## Vida y carrera
Armistead, un hombre esclavo, pertenecía a William Armistead de Virginia. La mayoría de las fuentes indican que James Armistead nació en 1748 en New Kent County, Virginia, aunque otras sitúan su nacimiento alrededor de 1760 en Elizabeth City, Virginia.
En 1781, después de conseguir el consentimiento de su amo, Armistead se unió como voluntario al ejército bajo Lafayette. Sirvió como espía, fingiendo ser un esclavo fugitivo. Se acercó al campamento del general de brigada Benedict Arnold, un renegado que dirigía algunas fuerzas británicas en la zona. Pretendiendo ser un espía para ellos, Armistead se ganó la confianza de Arnold en la medida que lo empleó para guiar a las tropas británicas a través de las carreteras locales. "El ex-esclavo, quién más tarde se rebautizó James Armistead Lafayette en honor del general, sirvió como agente doble contra los británicos bajo Lafayette, abiertamente antiesclavista."
Después de que Arnold partiera hacia el norte en la primavera de 1781, James fue al campamento de Lord Charles Cornwallis y continuó su trabajo. Se movía con frecuencia entre campamentos británicos donde los oficiales hablaban abiertamente sobre sus estrategias delante de él. Armistead documentó esta información en informes escritos, los cuales entregaba a otros espías estadounidenses. De esta manera, transmitió mucha información sobre los planes británicos para despliegue de tropas y armas. Los informes de inteligencia de su espionaje fueron fundamentales para ayudar a derrotar a los británicos durante la batalla de Yorktown.

## El regreso de Lafayette
En 1824, el Marqués de Lafayette regresó a los Estados Unidos invitado por el presidente James Monroe. Recorrió los 24 estados, siendo recibido por enormes multitudes entusiastas y en todas partes festejado como un héroe. Mientras se encontraba en Virginia, donde visitó la tumba de Washington y dio un discurso en la Cámara de Delegados, ordenó abruptamente detener su carruaje cuando vio a Armistead entre la multitud y se apresuró en ir a abrazarle. En esta época, también escribió un testimonio en nombre de Armistead.

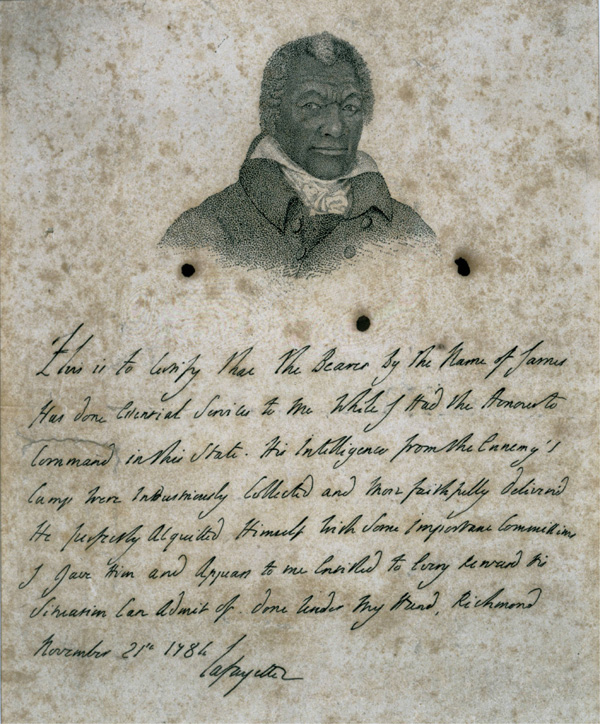
Facsímil del certificado de recomendación del Marqués de La Fayette a favor de James Armistead Lafayette, 1784

## Emancipación
Aunque Virginia aprobó una ley de manumisión en 1782 que concedía la libertad a cualquier esclavo por parte de su dueño, James Armistead quedó en propiedad de William Armistead. Esto era porque una ley de 1783 especificó que solo se liberaba a los esclavos cuyos dueños los habían utilizado para que los sustituyeran en el servicio al ejército a cambio de su libertad. Este no era el caso de Armistead debido a que fue espía y no soldado. Aun así, en 1786, con el apoyo del propio William Armistead –entonces miembro de la Cámara de Delegados– y un testimonio de 1784 de su servicio con el Marqués de Lafayette, James solicitó a la Asamblea de Virginia su libertad. El 9 de enero de 1787, la Asamblea concedió la petición. Por entonces, eligió añadir "Lafayette" a su nombre en honor al general.
Armistead continuó viviendo en New Kent County con su esposa e hijos y se convirtió en un granjero próspero.  En 1818, solicitó ayuda financiera a la legislatura estatal; le fueron concedidos $60 para las necesidades presentes y $40 de pensión anual por sus servicios en la Guerra de Independencia.
Armistead murió a avanzada edad el 9 de agosto de 1830.